# Can't Take That Away (Mariah's Theme)
"Can't Take That Away (Mariah's Theme)" é uma canção gravada pela artista musical estadunidense Mariah Carey, lançada pela Columbia Records em 6 de Junho de 2000. Foi escrita por Carey e Diane Warren, e produzida por Jimmy Jam e Terry Lewis para o sétimo álbum de Carey, Rainbow (1999). A canção foi lançada como o terceiro single do álbum como um lado A com "Crybaby". A canção é uma balada, mistura batidas pop e R&B ao mesmo tempo incorpora o som de vários instrumentos, incluindo violino, piano e órgão. Liricamente, a canção fala de força interior, e não permitir que outros arrancar seus sonhos.
A canção foi bem recebida pelos críticos, muitos dos quais elogiaram as letras, assim como os vocais de Carey. Além de sua aceitação crítica, a canção alcançou posições fracas devido ao seu lançamento limitado. A música foi o centro de uma controvérsia muito pública entre Carey e sua gravadora Sony, devido à sua fraca promoção do single. Ele atingiu o pico fora do top vinte na Bélgica (Valónia) e nos Países Baixos, porém atingindo um máximo de número quatro no Canadá. Nos Estados Unidos, devido às regras Billboard na época, não era elegível para traçar no Hot 100, só conseguindo um pico de número seis no gráfico de dança.
Dois vídeos foram filmadas para "Can't Take That Away (Mariah's Theme)". Ambos apresentam mensagens pessoais deixadas por cinco fãs, re-contando suas histórias de dor e abuso emocional e como a música os inspirou. Além disso, uma grande tela é mostrada ao lado de Carey em todo o vídeo, jogando outras histórias inspiradoras de famosos atletas. O finais em ambos os vídeos, com um clímax na varanda com vista para a cidade, enquanto o outro por uma grande janela coberta. A canção foi interpretada por Carey no The Today Show e The View, bem como nas digressões Rainbow World Tour (2000) e Charmbracelet World Tours (2002-03).

## Antecedentes
De acordo com Carey, escrever "Can't Take That Away (Mariah's Theme)" a ajudou a superar os momentos ásperos durante a gestão com sua gravadora, e até mesmo os momentos em que ela sentia-se oprimida pelos outros. Durante as fases iniciais do álbum, Carey disse que se sentiu pressionada para completar o álbum Rainbow, o mais rapidamente possível, devido ao fato de que era o seu último álbum do contrato com a Columbia Records. Durante tempos difíceis para a cantora, bem como seu divórcio do executivo fonográfico Tommy Mottola, ela alegou escrever e cantar a música a ajudou a passar por tempos difíceis e esperavam seus ouvintes iriam receber a mesma mensagem. Carey sentiu que seria facilmente um hino para os fãs e ouvintes que estavam passando por momentos difíceis em sua vida e poderiam se relacionar á música. Além disso, durante a gravação do Mariah Carey Homecoming Special, Carey disse aos membros da audiência que após o massacre da Escola Columbine, ela sentiu que a canção iria ajudar os familiares e amigos das vítimas durante da tragédia, e esperava que fosse dar-lhes força para chegar até o trágico acontecimento. Por essa razão, Carey incluiu a canção no álbum, e fez uma campanha para seu lançamento na rádio em meados de 2000.

## Composição e conteúdo lírico
"Can't Take That Away (Mariah's Theme)" é uma música de ritmo lento que combina música pop e R&B contemporâneo. Além disso, incorpora o som de vários instrumentos, incluindo violino, piano e órgão. A canção que é uma balada é definida na assinatura do tempo comum, com um ritmo lento de 52 batidas por minuto. Está escrita na clave de Lá maior, com vocais de Carey abrangendo quase três oitavas, da fraca nota Lá2 para a nota alta de F#5. A música foi escrita por Carey e a cantora Diane Warren.
Embora não tenha havido conflitos durante o processo de gravação, o casal teve pequenos desentendimentos durante as etapas de composição: Carey disse que Warren gostava de repetir frases líricas com frequência. A segunda música que Carey e Warren escreveram juntos foi "There for Me", lançada como um lado B do "Never Too Far/Hero Medley", single de caridade gravado no final de 2001. O protagonista da música detalha as lutas de lidar com pessoas que o decepcionam e como superar essas lutas através da fé, coragem e poder de Deus. Carey explica nas letras da música como, embora as pessoas pode tentar fazê-la se sentir deprimida, aconteça o que acontecer, isso não pode deixá-los vencer: "Há uma luz em mim que brilha intensamente. Eles podem tentar, mas não podem tirar isso de mim".

## Recepção crítica
"Can't Take That Away (Tema de Mariah)" foi geralmente elogiado pelos críticos de música contemporânea. Em sua crítica ao Rainbow, Stephen Thomas Erlewine do Allmusic, nomeou a música como uma das três principais escolhas do álbum. Danyel Smith, da Entertainment Weekly, chamou a música de "centro emocional do álbum" e escreveu "Há uma luz em mim / que brilha intensamente , ela canta. A música (co-escrita com Diane Warren e co-produzida com Jam e Lewis) ressoa com a nova experiência de vida — um tipo de verdade e elevação". Elysa Gardner, editora do Los Angeles Times, chamou a música de "sinceramente apaixonada" e sentiu que Carey a parecia "mais impressionante" na música. Amy Linden, do Vibe, também analisou a música positivamente, chamando a performance vocal de Carey na música de "emocional" e "graciosa". Além disso, Linden escreveu "Poderia muito bem ser a versão de Carey de "Hate Me Now", de Nas; ela passa por todas as provações e tribulações sem se deixar abater".

## Desempenho comercial
O lançamento da música como single foi cercado por conflitos entre Carey e Sony Music Entertainment. Devido às regras da Billboard no momento do lançamento da música, não foi dado crédito a "Can't Take That Away (Mariah's Theme)", mas com "Crybaby", a música com a qual compartilhava um duplo lado A. A música conseguiu figurar nas paradas de dança dos Estados Unidos, alcançando o top 10 na parada Hot Dance Club Play. Devido ao fraco lançamento promocional da música, ela não foi lançada junto com "Crybaby" fora dos Estados Unidos, onde teve um desempenho ruim devido à sua estreia apenas no rádio. Foi mapeado por uma semana na Bélgica (Valônia), onde atingiu o número quarenta na parada oficial de singles. Da mesma forma, nos Países Baixos, "Can't Take That Away (Mariah's Theme)" alcançou o número 65 na parada holandesa de singles, mas passou nove semanas flutuando na parada.

## Controvérsia
Como aconteceu com o álbum Butterfly dois anos antes, Rainbow foi o centro de um conflito entre Mariah Carey e sua gravadora. Depois do divórcio de Carey com o presidente dela, Tommy Mottola, a relação de trabalho de Mariah com sua gravadora se deteriorou. Depois do lançamento dos dois primeiros singles de Rainbow, a cantora estava se preparando para o lançamento do terceiro single deste. Ela estava pretendendo lançar a canção "Can't Take That Away (Mariah's Theme)" como o próximo single, canção que é considerada ter muito conteúdo lírico pessoal. No entanto, após Carey ter planejado o lançamento desta, a Sony deixou claro que o álbum precisava de mais canções up-beat e urbanas. Estas diferentes opniões foram levadas a público, quando a cantora começou a postar mensagens em sua página oficial na internet entre o início e metade de 2000, revelando aos fãs informações privilegiadas sobre o escândalo, bem como pedi-los a solicitar a execução de "Can't Take That Away (Mariah's Theme)" em estações de rádio. Uma das mensagens que Carey deixou em sua página:

"Basicamente, muitos de vocês sabem que a situação política na minha carreira profissional não é positiva. Tem sido muito, muito difícil. Eu nem sei se essa mensagem vai chegar até vocês porque eu não sei se eles querem vocês ouçam isso. Estou recebendo muitos comentários negativos de algumas pessoas da empresa. Mas eu não estou disposta a desistir."

As ações de Carey tiveram recepções mistas, com críticos e executivos a elogiando suas ações para uma canção que Carey sentiu que deveria ser ouvida, enquanto outros a criticaram pela publicidade do escândalo. Depois, a Sony envolveu-se ainda mais, retirando qualquer mensagem da página oficial de Carey, e tentava chegar a um acordo com ela. Temendo perder a maior vendedora de sua gravadora, e a artista que mais vendeu na década, a Sony decidiu lançar a canção como um Lado A com "Crybaby". A cantora, inicialmente contente com o acordo, logo descobriu que a canção seria lançada como uma versão muito limitada e de baixa promoção, não permitindo que a canção pudesse entrar na Billboard Hot 100, a parada oficial dos Estados Unidos.

## Vídeos musicais eremixes

Carey no vídeo musical para Can't Take That Away (Mariah's Theme)

Dois vídeos musicais foram feitos para "Can't Take That Away", ambos dirigidos por Sanaa Hamri em Nova Iorque. A criação do vídeo envolveu alguns dos fãs de Carey: Duas semanas antes das filmagens, foram convidados através de seu website oficial para enviar vídeos de si mesmos, dizendo-lhe das dificuldades em suas vidas e como a canção inspirou-as a olhar a vida diferente, e deu-lhes força. Um concurso foi realizado, e clipes de cinco fãs foram escolhidos para inclusão no vídeo. Os clipes foram apresentados na introdução do vídeo, e seus fãs falavam sobre suas inseguranças pessoais, os problemas de ser parte de uma minoria racial ou social, e sendo vítima de assédio verbal.
A edição original do vídeo musical começa com uma mensagem aos fãs que enviaram seus vídeos, "Obrigado a todos aqueles que escolheram por compartilhar suas histórias com o mundo." Posteriormente, uma mensagem pessoal deixada por Carey é mostrada, "Depois de cada tempestade, se você olhar bem o suficiente, um arco-íris aparece...". Cinco depoimentos de fãs são mostrados, cada um contando de seus problemas pessoais e dificuldades. Em seu depoimento, a terceira menina diz "Eu tenho quatorze anos de idade, eu sou um estudante do ensino médio, não há um dia que passa que as pessoas não riam de por causa da minha raça. É sobre a auto-confiança, não tenha medo de sonhar. Após que a última garota lê a sua mensagem, Carey é mostrada deitada em um sofá em uma sala, assistindo televisão. Como ela canta tristemente, ela viu como diferentes mensagens de capacitação e eventos são mostrados na tela. Uma delas, mostra Lance Armstrong andando de bicicleta no Tour de France, e a leitura "Lance Armstrong venceu o câncer e venceu o Tour de France em 1999." Após a cena seguinte, Carey é mostrada sentada no sofá, com lágrimas nos olhos. Durante o final do gancho, onde ela canta "Certamente o senhor vai me guiar", Carey levanta-se do chão, e vai para uma grande varanda com vista para a cidade. Uma chuva começa a cair, enquanto Carey balança seus braços, mãos e corpo, e grita. Sua depressão é resolvida quando a chuva pára e se forma um arco-íris, o que levou ela a sorrir.
O vídeo musical foi rapidamente retirado após seu lançamento, porque continha alguns erros técnicos. Os clipes das mensagens de fãs foram legendados com texto escuro sobre um fundo escuro, tornando-o difícil de ler. Houve também erros de continuidade durante a cena da chuva, como a camisa de Carey alternava entre encharcada e seca. Consequentemente, um novo vídeo foi feito, que manteve os clipes de fãs de Carey no início, mas foram fixadas as legendas e também foram substituídas as imagens de Carey por novas. Carey, agora em um apartamento novo e mais equipado, não sai para a chuva, mas sim permanece em uma sala de estar. Ela caminha até um grande par de janelas, cantando e sacudindo os braços, enquanto ela completa da canção. Tal como acontece com as filmagens do vídeo anterior, a dor e tristeza de Carey são resolvidas com um arco-íris, mostrado no final do vídeo. A maioria dos remixes de "Can't Take That Away (Mariah's Them)" foram liberados apenas nos Estados Unidos, embora poucos foram encontrados em determinados territórios. David Morales produziu a Morales Club Mix, que usa os vocais originais da canção, com progressões de acordes semelhantes às da cançãooriginal, e Morales Triumphant Mix, que contém vocais re-gravados e letras novas que transformam a música em um mix de jazz, como com seções de gaita. A introdução falada também foi adicionada, com falas de Carey, antes do primeiro verso.

## Performances ao vivo
Embora "Can't Take That Away (Mariah's Theme)" nunca tenha sido totalmente lançado como single, Carey se sentiu muito bem com a música e, portanto, promoveu-a através de várias apresentações ao vivo na televisão e em prêmios. A primeira apresentação ao vivo de Carey foi no The Today Show, como parte de um mini-concerto que foi ao ar no dia 2 de novembro de 1999, no Rockefeller Center, em Nova York. Após o concerto no Today Show, Carey apresentou a música ao vivo no Blockbuster Entertainment Awards 2000, onde foi apresentada como uma artista em destaque. Após o lançamento de "Against All Odds (Take a Look at Me Now)", o último single do álbum, Carey cantou os dois ao vivo no The View em meados de 2000. Em 30 de outubro de 1999, Carey filmou um concerto privado realizado em sua antiga escola em Huntington, Long Island, onde gravou um especial para a Fox Broadcasting Company, intitulado Mariah Carey Homecoming Special, que foi ao ar em dezembro daquele ano. Além das apresentações na televisão, a música fazia parte do set-list da Rainbow World Tour, que coincidiu com o lançamento e promoção do Rainbow, bem como a turnê mundial Charmbracelet em 2002-03. Ela tocou a música recentemente em seus dois últimos shows em Marrakech, Marrocos, e no Mawazine Festival e Mônaco. A versão remix foi o número de abertura de seus shows na Austrália em janeiro de 2013. Carey começou a se apresentar pela primeira vez depois de 5 anos em sua segunda residência em Las Vegas, The Butterfly Returns em 2018. Ela também apresentou a canção na sua Caution World Tour em 2019, em sua versão remixada.

## Faixas e formatos
| - CD single europeu 1. "Can't Take That Away (Mariah's Theme)" (Rádio) 2. "Can't Take That Away (Mariah's Theme)" (Morales Club Mix Edit) - Maxi-single europeu 1. "Can't Take That Away (Mariah's Theme)" (Álbum) 2. "Can't Take That Away (Mariah's Theme)" (Morales Club Mix) 3. "Can't Take That Away (Mariah's Theme)" (Morales Revival Triumphant Mix) 4. "Can't Take That Away (Mariah's Theme)" (Morales Instrumental) | - CD single japonês/americano 1. "Can't Take That Away (Mariah's Theme)" 2. "Crybaby" 3. "Heartbreaker/Love Hangover" - Maxi-single americano 1. "Can't Take That Away (Mariah's Theme)" (Álbum) 2. "Can't Take That Away (Mariah's Theme)" (Morales Club Mix) 3. "Can't Take That Away (Mariah's Theme)" (Morales Revival Triumphant Mix) 4. "Can't Take That Away (Mariah's Theme)" (Morales Instrumental) |

## Créditos
Créditos adaptados do encarte do álbum Rainbow.
| - Mariah Carey – co-produção, composição, vocal - Diane Warren – composição - Jimmy Jam and Terry Lewis – co-produção - Shockley – bateria - Merilee Klemp – oboé - Mike Scott – guitarra - Daryl Skobba – violoncelo - Joshua Koestenbaum – violoncelo - Alice Preves – viola - Tamas Strasser – viola - Brenda Mickens – violino | - David Mickens – violino - Elizabeth Sobieski – violino - Elsa Nilsson – violino - James Riccardo – violino - John Kennedy – violino - Michal Sobieski – violino - Thomas Kornacker – violino - Steve Hodge – mixagem - Dana Jon Chappelle – engenheiro - Bob Ludwig – masterização |

## Desempenho nas paradas de sucesso
| Tabela musical (2000)                         | Melhor posição |
| --------------------------------------------- | -------------- |
| Bélgica (Ultratip Bubbling Under de Flandres) | 7              |
| Bélgica (Ultratop 50 da Valônia)              | 40             |
| Estados Unidos (Billboard Dance Club Songs)   | 6              |
| Itália (FIMI)                                 | 45             |
| Países Baixos (Single Top 100)                | 65             |